# Dociostaurus curvicercus
Dociostaurus curvicercus är en insektsart som först beskrevs av Boris Petrovich Uvarov 1942.  Dociostaurus curvicercus ingår i släktet Dociostaurus och familjen gräshoppor. Inga underarter finns listade i Catalogue of Life.